# Dévényi Antal (erdész)
Dévényi Antal, Drexler (Alcsút, 1910. augusztus 26. – Piliscsaba, 1994. február 24.) magyar Bedő Albert-díjas erdész, erdőmérnök, a pilisi kopárfásítás vezetője, a 20. századi magyarországi erdőtelepítések egyik legjelentősebb alakja. Nevét őrzi Piliscsaba egyik utcája, valamint 2015 tavasza óta a 447 méter magas Nagy-Kopasz-hegyen épült, formavilágában a "Jenga-tornyokat" idéző új kilátó.

## Élete
Családja a 19. század eleje óta él Magyarországon, ükapja még József nádor idején került Magyarországra, a Habsburg-család pilishegyvidéki uradalmainak alkalmazottjaként. Dédapja 51 évig, nagyapja 46 évig, édesapja pedig 53 évig szolgált a főhercegi családnál, és ő maga is az uradalomnál kezdte erdészeti pályáját, mint József főherceg alkalmazottja.
Drexler István uradalmi erdőkerülő és Kulrich Erzsébet római katolikus szülők fiaként született. Erdőmérnökként 1927-től kezdte meg a korábbi intenzív fakitermelések miatt szinte teljesen fátlanná vált pilisi "kopárok" – elsősorban a Zajnát-hegyek környéke – újrafásítását. A túlnyomórészt erdeifenyővel végzett kopárfásítás az egész országban a legeredményesebb hasonló erdészeti akciója volt. Részese volt az első muflonok (18 egyed) Pilisben való megtelepítésének is (az állatokat József főherceg kezdeményezésére telepítették Korzikáról előbb, 1929-ben a piliscsabai erdőkbe, majd később az ottani telepítési eredmények láttán Visegrádra, azt követően pedig máshová is).
A kopárfásítási tevékenység még 1954-ben is zajlott a területen, Dévényi Antal akkor a területileg illetékes erdészet vezetője, és mint ilyen, Szénási Ferenc és Bertán József kerületvezető erdészekkel együtt a fásítási munka vezetője volt. E munkájának elismeréséért vehette át 1957-ben a hazai erdészek legmagasabb szakmai elismerésének számító Bedő Albert-díjat.

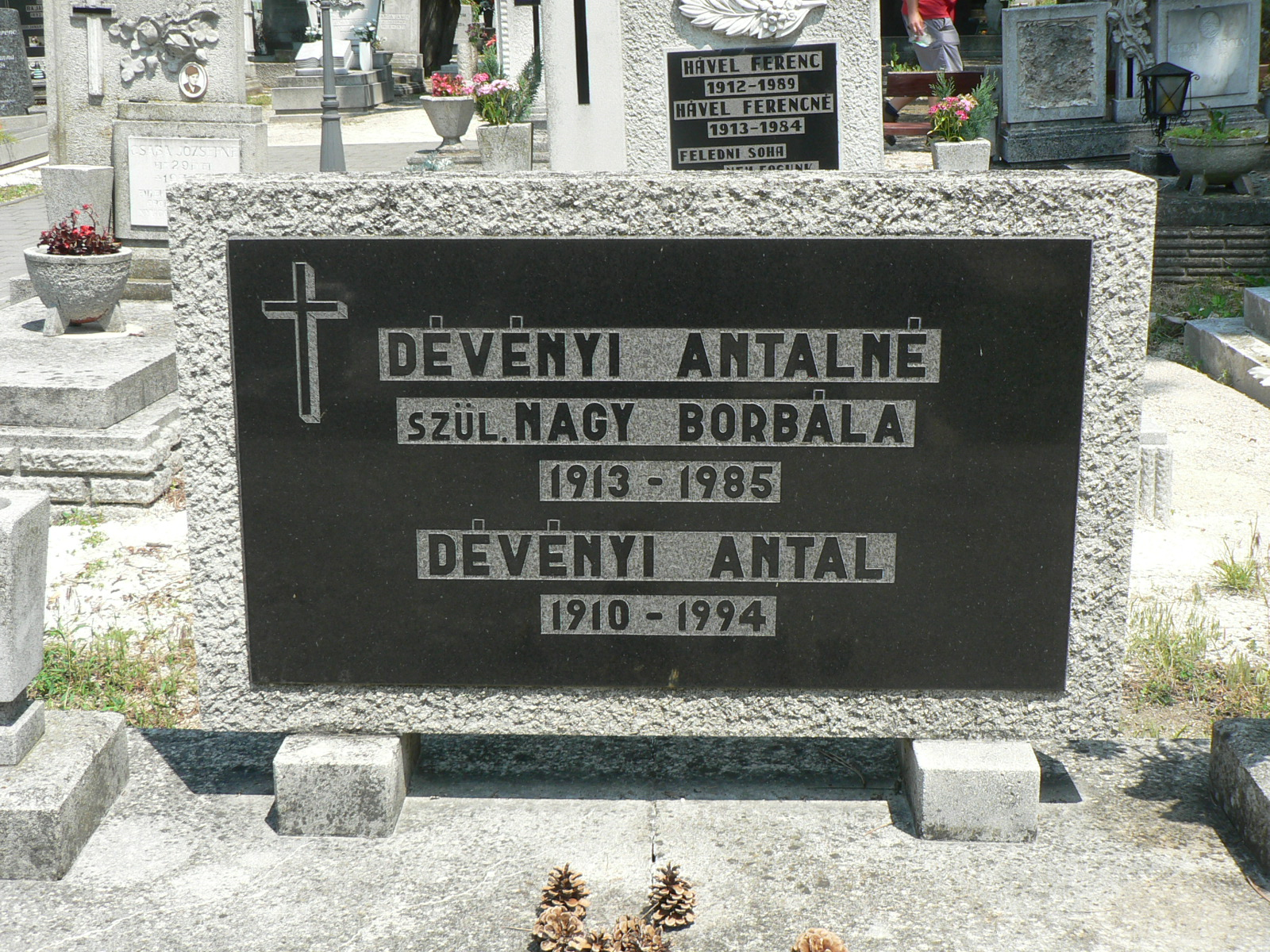
Dévényi Antal sírja Piliscsabán

1975-ben fővadászként, 1976-ban főerdészként tevékenykedett.
Temetése 1994. március 2-án zajlott a piliscsabai temetőben, a római katolikus vallás szertartása szerint.
Az egykori pilisi kopárokra emlékezve lett a Pilist és a Budai-hegységet elválasztó hágó neve Kopárosi-hágó vagy Kopár-hágó, illetve ugyanezen tevékenység emlékét őrzi a hágóban épült, jelenleg is működő Kopár Csárda, valamint a hágó alatt átvezető Kopár-hágói vasúti alagút is.

## Emlékezete

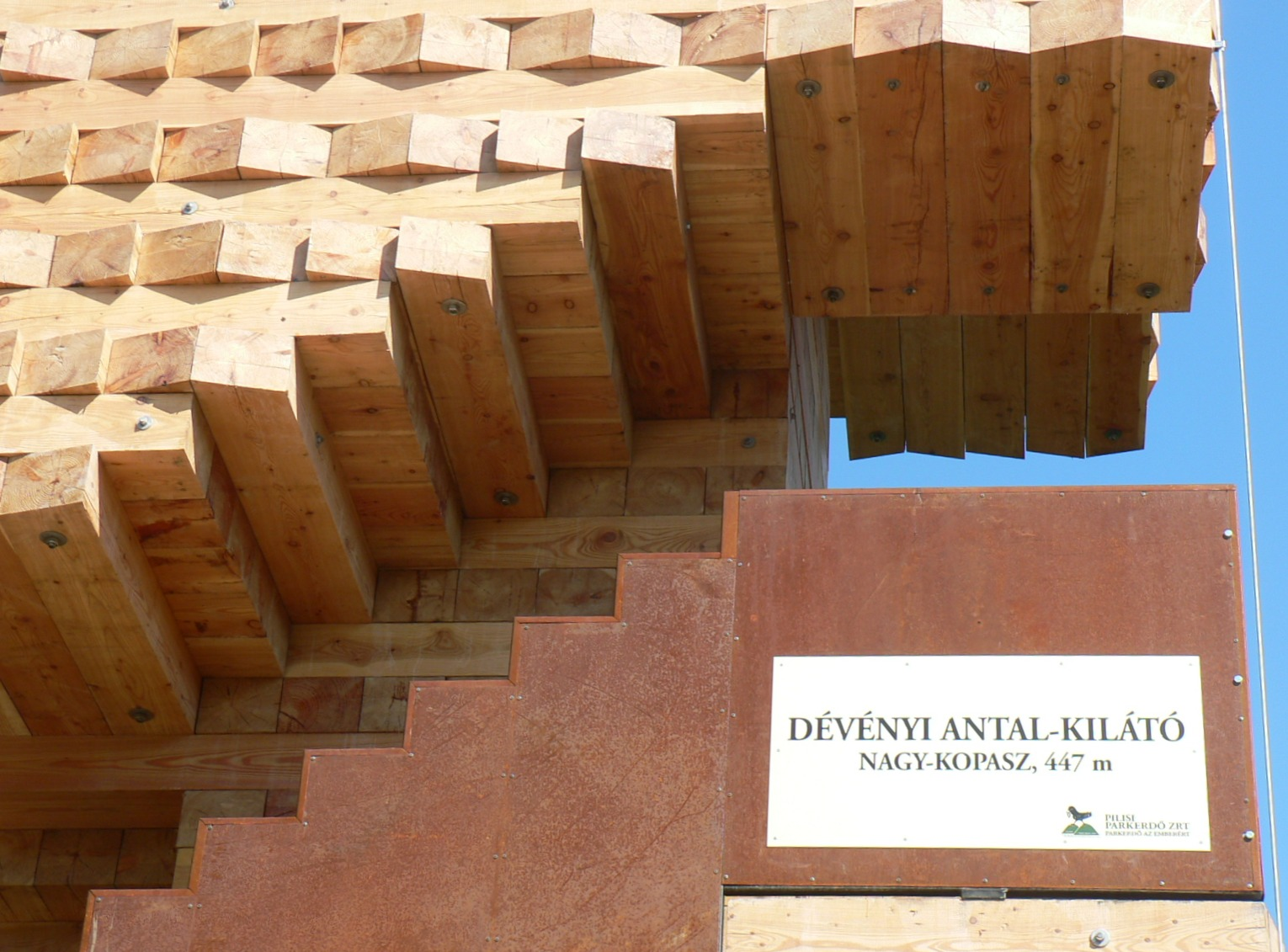
A Dévényi Antal-kilátó jellemző épületrészlete

- Piliscsabán az ő nevét viseli a klotildligeti településrész egyik legészakibb utcája, a belterület és az erdőterület határán.[6]
- Az ő nevét viseli – a piliscsabai képviselő-testület 2015. tavaszi döntése alapján[7] – a kisvárostól északra fekvő Nagy-Kopasz-hegyen épített, 2015. június 12-én felavatott Dévényi Antal-kilátó, melyet úgy alkottak meg, hogy formavilága a Jenga-torony megjelenését idézze.[8]